# 19913 Aigyptios
19913 Aigyptios è un asteroide troiano di Giove del campo greco. Scoperto nel 1973, presenta un'orbita caratterizzata da un semiasse maggiore pari a 5,1218905 UA e da un'eccentricità di 0,0567117, inclinata di 7,12292° rispetto all'eclittica.
L'asteroide è dedicato a Egizio, il padre di Antifo.